# Portada/efemèride octubre 1
Jimmy Carter
« 30 de setembre · 1 d'octubre · 2 d'octubre »